# Sydowiella depressula
Sydowiella depressula är en svampart som först beskrevs av Petter Adolf Karsten, och fick sitt nu gällande namn av M.E. Barr 1978. Sydowiella depressula ingår i släktet Sydowiella och familjen Sydowiellaceae.  Arten är reproducerande i Sverige. Inga underarter finns listade i Catalogue of Life.